# St. Johannes Baptist (Attenkirchen)
Koordinaten: 48° 30′ 22″ N, 11° 45′ 32,3″ O
Die Pfarrkirche St. Johannes Baptist ist die römisch-katholische Dorfkirche von Attenkirchen (Oberbayern). Sie steht von weithin sichtbar auf einer kleinen Anhöhe im Zentrum des Dorfes. 
Eine erste Kirche gab es wahrscheinlich bereits im 9. Jahrhundert. Die Eigenkirche wurde gegründet von dem Adeligen Artheri, von dessen Namen sich der Ortsname „Attenkirchen“ ableitet. Die Kirche samt Grundbesitz wurde 830 dem Bischof von Freising übergeben.
Durchziehende Soldaten brannten im Jahre 1762 Kirche, Pfarrhof, Schulhaus und einige weitere Gebäude nieder. Als Ersatz wurde der heutige Bau im Stil des ländlichen Barocks gebaut, aus finanziellen gründen jedoch langsam. Der Turm wurde erst 1849 fertiggestellt. Der Hochaltar stammt aus dem Jahre 1765, das Deckengemälde wurde 1926 von einem Kunstmaler geschaffen. Die Kirche gehört zum Pfarrverband Holledau im Erzbistum München und Freising.

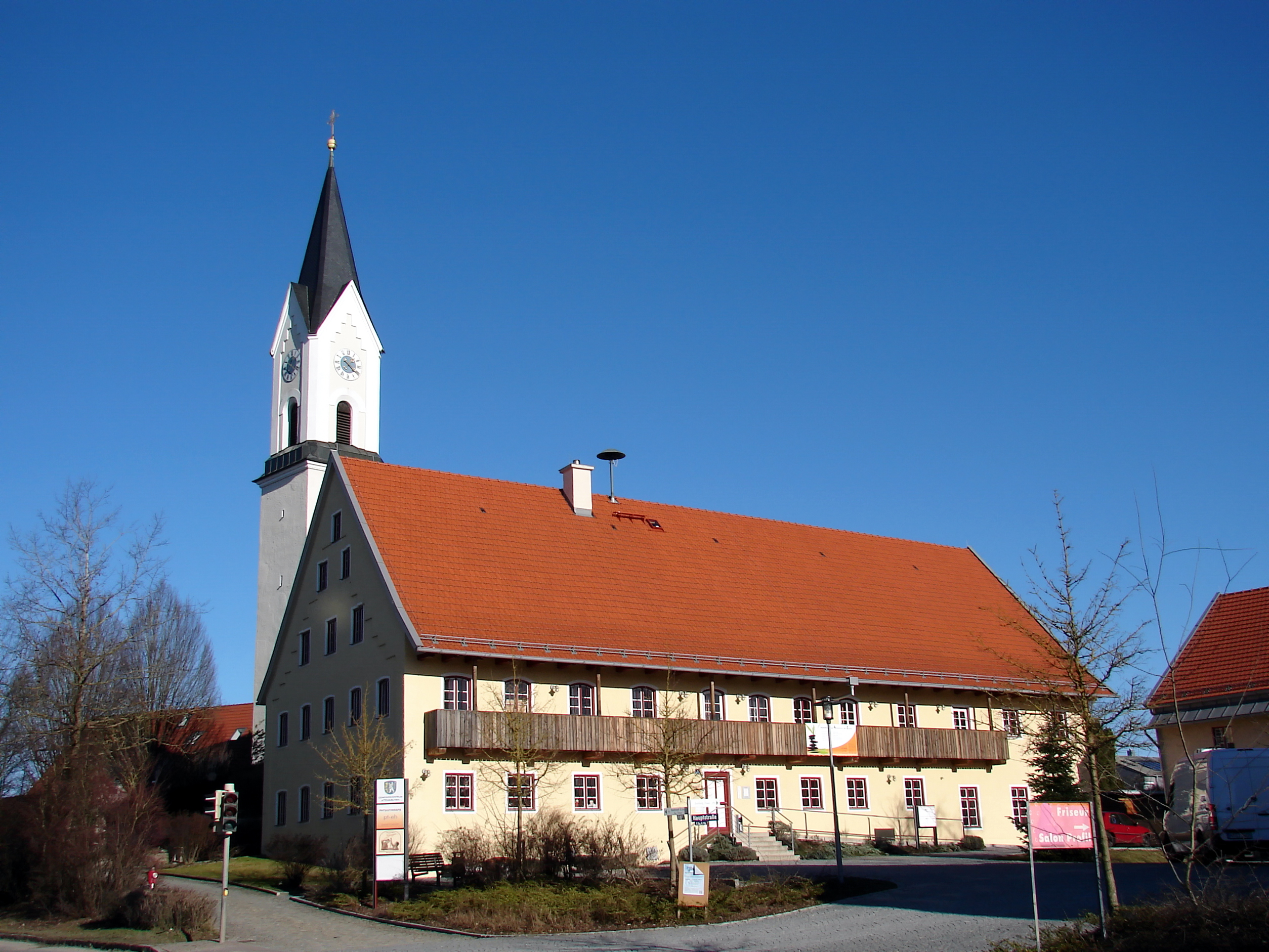
Der Kirchturm hinter dem Bürgersaal „Alter Wirt“
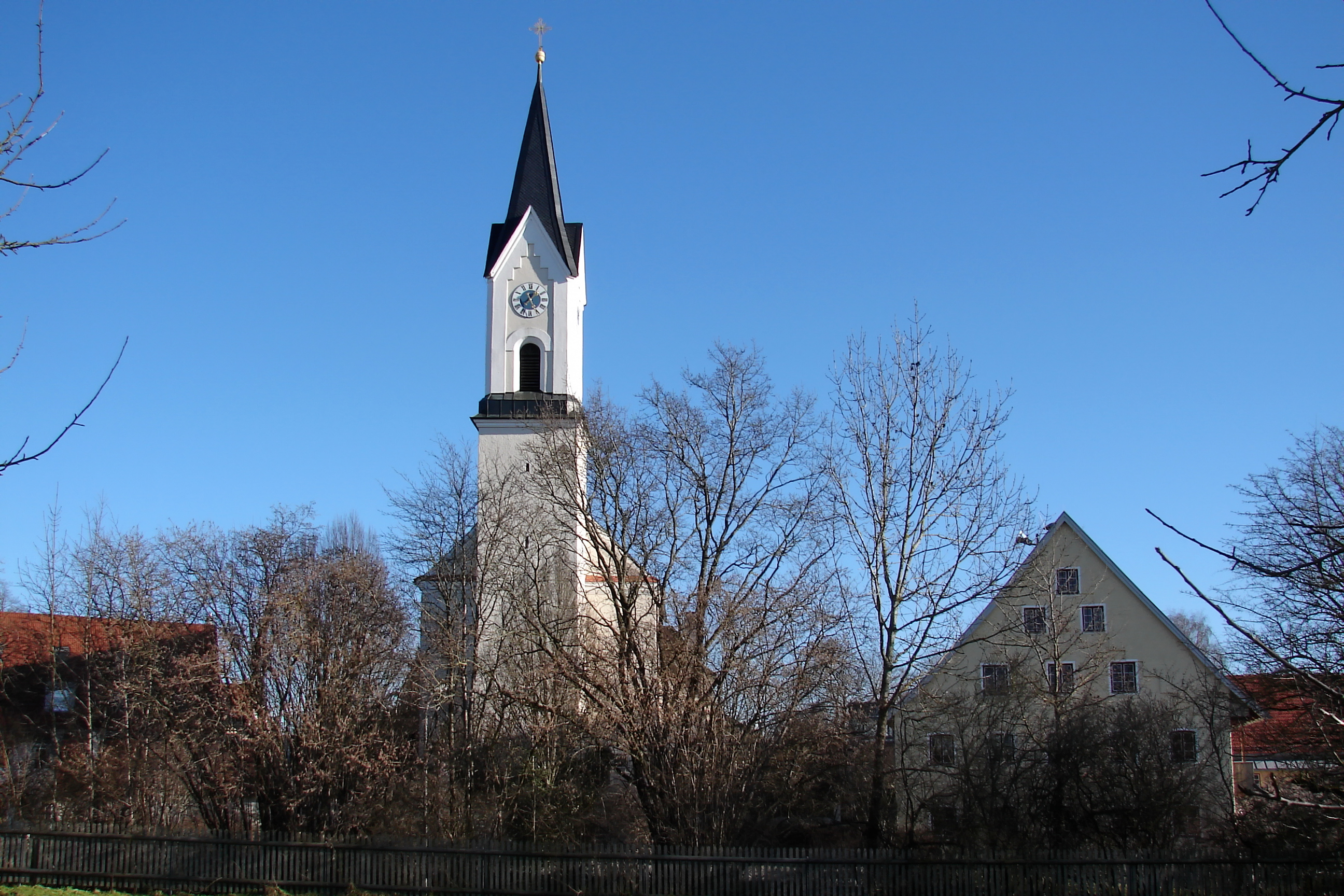
Ansicht von Westen
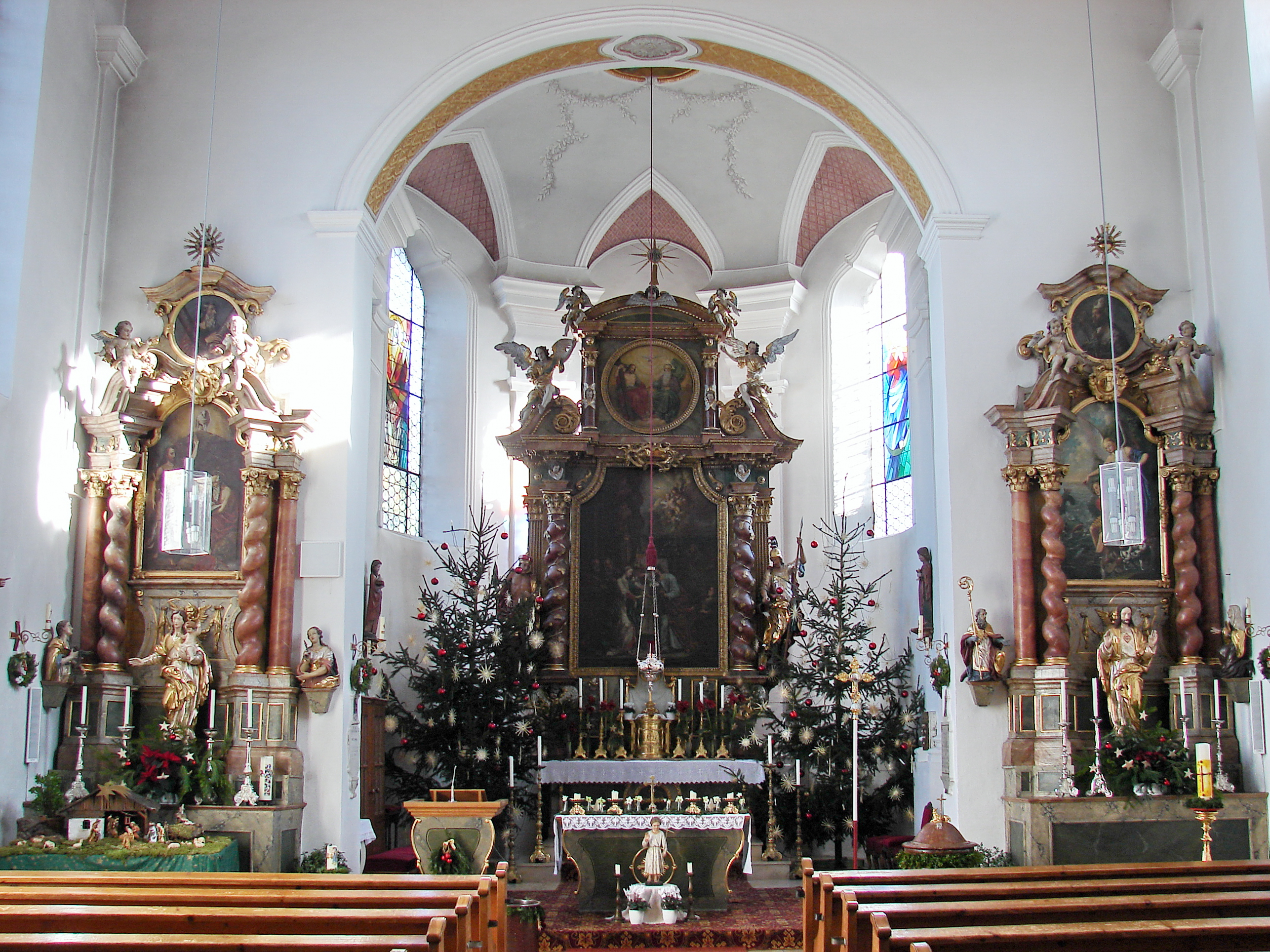
Innenraum

## Orgel
Die Orgel mit 12 Registern auf zwei Manualen und Pedal wurde von Michael Weise (Plattling) um 1920 neu gebaut. Die Disposition lautet:
| I Manual C–g3 |       |
| Principal     | 8′    |
| Quintatön     | 8′    |
| Fernflöte     | 8′    |
| Octav         | 4′    |
| Mixtur        | 2 ⁄3′ |

| II Manual C–g3 |    |
| Salicional     | 8′ |
| Gedackt        | 8′ |
| Viola          | 8′ |
| Traversflöte   | 4′ |

| Pedal C–d1 |     |
| Subbaß     | 16′ |
| Zartbaß    | 16′ |
| Octavbaß   | 8′  |

- Koppeln: II/I, I/P, II/P, Superoktavkoppel II/I, Suboktavkoppel II/I, Superoktavkoppel II
- Bemerkungen: Kegellade, pneumatische Spiel- und Registertraktur, freistehender Spieltisch, neubarocker Prospekt